# 阿爾利國家公園
阿爾利國家公園（法語：Parc national de Arli）是布基納法索東南部的國家公園，南面毗接貝寧的彭賈里國家公園，佔地760平方公里，海拔高度100至500米，每年降雨量約1,000毫米，野生動物有大象、獅子、豹、水牛、河馬、狒狒、鱷魚、疣豬、蟒蛇、羚羊等。